# グラミン
グラミン (Gramine, またの呼称をdonaxine)は、一部の植物に天然に生じるインドールアルカロイド。飼育動物の餌となるクサヨシ属や、人間の食事となりうるような一部の麦類などにも含まれる。多くの生物にとって有毒なため、グラミンはこれらの植物にとって防衛的な役割を果たす可能性がある。アブラムシや、飼育動物で摂食行動を抑制し、ヒトでは健康に寄与する可能性も考えられる。
グラミンが見られる種は、ダンチクArundo donax、ギンヨウカエデ Acer saccharinum、エンバク（オーツ麦, Avena sativa）、オオムギ属 Hordeum （大麦を含む）、クサヨシ属 Phalarisである。小麦では、グラミンは検出されずDIMBOAが似たような機能をもつ。

## 作用と毒
オーツ麦の実による弱い鎮静作用はグラミンの作用ともされる。グラミンは、アディポネクチン受容体1 (AdipoR1) の作動薬として作用する。また、グラミン誘導体にエンテロウイルスに対する抗ウイルス作用が発見されており、グラミンはまた基礎研究でβ2アドレナリン受容体作動性が見いだされており、骨格筋タンパク質合成につながる遺伝子の発現を促しており、骨格筋への健康効果がある可能性がある。
多くの研究が殺虫剤としての可能性を示しており、例えばアブラムシに対する摂食行動を抑制した。ニワトリよりラットで影響を受けており飼料摂取量と体重の減少などが観察され、食事による無有害作用量 (NOAEL) は少なくとも、ラットで300mg/kg、ニワトリで650mg同、飼育ブタで500mg。静脈注射による半致死量は、マウスで44.6mg/kg、ラットで62.9mg同。